# Taxi 13
Taxi 13 är en svensk film från 1954, regisserad av Börje Larsson.
Filmen hade premiär på biografen Olympia i Stockholm den 2 augusti 1954. I huvudrollerna ses Elof Ahrle, Signe Hasso, Margit Carlqvist, Birgitta Valberg och Bengt Blomgren.

## Handling
Elof Ahrle spelar Johan, en snäll och glad taxiförare i Stockholm. Han hjälper ofta sina medmänniskor, däribland hjälper han ett barn till världen i sin bil efter att han varit på sin kamrats begravning. Kamraten mördades av en taxikund som hade utländsk brytning, en hamnarbetare. Stationens taxiförare fick till slut fast mördaren.

## Rollista
- Elof Ahrle – Johan Alm, taxichaufför
- Signe Hasso – Agneta, överklasskvinna
- Birgitta Valberg – Britt-Marie
- Margit Carlqvist – Vera
- Bengt Blomgren – Fredrik, Britt-Maries man, taxichaufför
- Sten Gester – mannen i trenchcoat
- Hjördis Petterson – Mia Lundgren, föreståndarinna för Auto Natt-Café
- Ulf Johanson – grälande herre
- Nancy Dalunde – den grälande herrens fru
- Ninni Löfberg – fru Vestman, barnaföderskan
- Arthur Hultling – Victor Nilsson, hallick
- Sif Ruud – fröken Haglund i tobaksaffären
- Ingvar Kjellson – konstnären, taxikund
- Siegfried Fischer	– Axel kallad "Solstrålen", taxichaufför
- Alf Östlund – "Tysta Marie", taxichaufför
- Sven Holmberg – taxichaufför
- Arvid Richter – taxichauffören som fått en viss 50-öring i betalning
- Sture Djerf – Hermansson
- Brigitte Ornstein	– kontorsflickan
- Lennart Almkvist – taxichaufför
- Karl Erik Flens – upprymd herre
- Olle Teimert – ung man som försöker smita från betalningen
- Kjell Nordenskiöld – den unge mannen som försöker få Agneta att stanna kvar på festen
- Birger Åsander – herr Vestman, barnaföderskans man
- Rolf Tourd – Veras gatubekantskap
- Märta Dorff – föreståndarinnan för Taxis växel
- Svea Holst – cyklisten som upptäcker den döde
- Wiange Törnkvist – lastbilschaufför vid taxiförlossningen
- Pelle Svedlund – förskingraren i Johans taxi
- Elsa Winge – fru Lindblad
- Alva Berggren – servitrisen på kaféet som säger upp sig
- Arthur Fischer – droskägaren
- Claes Esphagen – tvättare i garaget
- Bo Gunnar Eriksson – Tommy, Britt-Maries och Fredriks son
- Lissi Alandh – Hermanssons kvinna
- Torsten Lilliecrona – kriminalkommissarie Johansson
- Lillemor Biörnstad – en prostituerad
- Eric Fahlén – hennes kund
- Otto Scheutz – kontorschefen
- Erik Lilja – taxipassageraren till Bromma flygplats
- Per Appelberg – cyklisten utanför biografen
- Peder Dam	– pojken utanför biografen
- Vivi Olsson – telefonist hos Taxi
- Gösta Ganner – Karl
- Ulla-Bella Fridh – Karls flicka
- Erik Hellqvist – prästen vid jordfästningen
- Vilhelm Jonsson – ombudsmannen som håller tal vid jordfästningen
- Otto Malmberg – passageraren i Tysta Maries taxi
- P.O. Johansson – radiopolis som griper förskingraren
- Karl Erik Larsson	– radiopolis som griper förskingraren
- Sture Fröberg – taxichaufför
- Sven Bergvall – professorn, taxikund (bortklippt)